# (668) Dora
(668) Dora – planetoida z grupy pasa głównego asteroid okrążająca Słońce w ciągu 4 lat i 249 dni w średniej odległości 2,8 j.a. Została odkryta 27 lipca 1908 roku w Landessternwarte Heidelberg-Königstuhl, w Heidelbergu przez Augusta Kopffa. Nazwa planetoidy pochodzi od imienia przyjaciółki żony odkrywcy (została zainspirowana literami oznaczenia asteroidy [1908 DO] w imieniu DOra). Przed jej nadaniem planetoida nosiła oznaczenie tymczasowe (668) 1908 DO.